# Ревелсток
Ревелсток (англ. Revelstoke) — город на юго-востоке Британской Колумбии в Канаде, с населением 8 275 человек в 2021 году. Ревелсток расположен в 641 км к востоку от Ванкувера и 415 км к западу от Калгари, Альберта. Город расположен на берегу реки Колумбия к югу от плотины Ревелсток.

## История

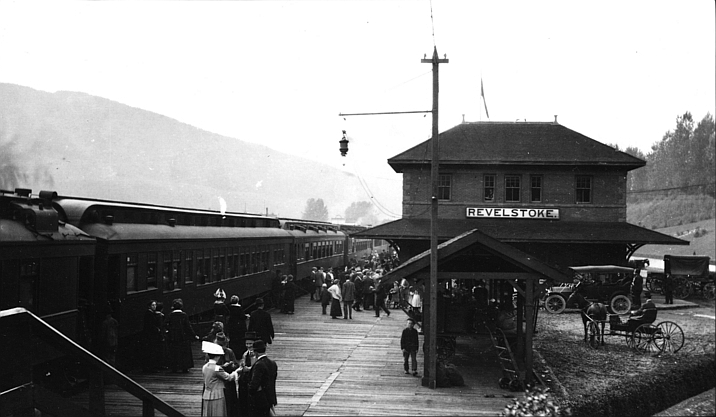
Железная дорога в 1915 году

Ревелсток был основан в 1880-х годах, когда через этот район была проложена Канадская тихоокеанская железная дорога (CPR); добыча полезных ископаемых была важной ранней отраслью. Первоначально название было Фарвелл, в честь местного землевладельца и геодезиста. Еще раньше это место называлось Вторым переходом (Second Crossing), чтобы отличить его от первого пересечения реки Колумбия Канадской тихоокеанской железной дорогой в Дональде. Канадская тихоокеанская железная дорога назвала город в честь лорда Ревелстока, главы британского инвестиционного банка Baring Brothers & Co., который в партнерстве с Glyn, Mills & Co., летом 1885 года спас Канадскую тихоокеанскую железную дорогу от банкротства, купив непроданные облигации компании, что позволило завершить строительство железной дороги. Почтовое отделение датируется 1886 годом.
Строительство Трансканадского шоссе в 1962 году еще больше облегчило доступ к региону, и с тех пор туризм стал важной частью местной экономики, а катание на лыжах стало самой заметной достопримечательностью. Национальный парк Маунт-Ревелсток находится к северу от города. Строительство Revelstoke Mountain Resort, крупного нового горнолыжного курорта на горе Маккензи, недалеко от города, ведется с конца 2005 года и впервые открылось в лыжный сезон 2007—2008 годов. В Ревелстоке также находится железнодорожный музей.

## Население
По данным переписи населения 2021 года, проведенной Статистической службой Канады, в Ревелстоке проживало 8275 человек, проживающих в 3354 из 3739 частных домов, что на 9,4 % больше, чем в 2016 году, когда оно составляло 7562 человека. При площади суши 41,28 км² (15,94 квадратных миль) плотность населения в 2021 году составляла 200,5 человек на квадратный километр (519,2 человека на квадратную милю).

## Экономика

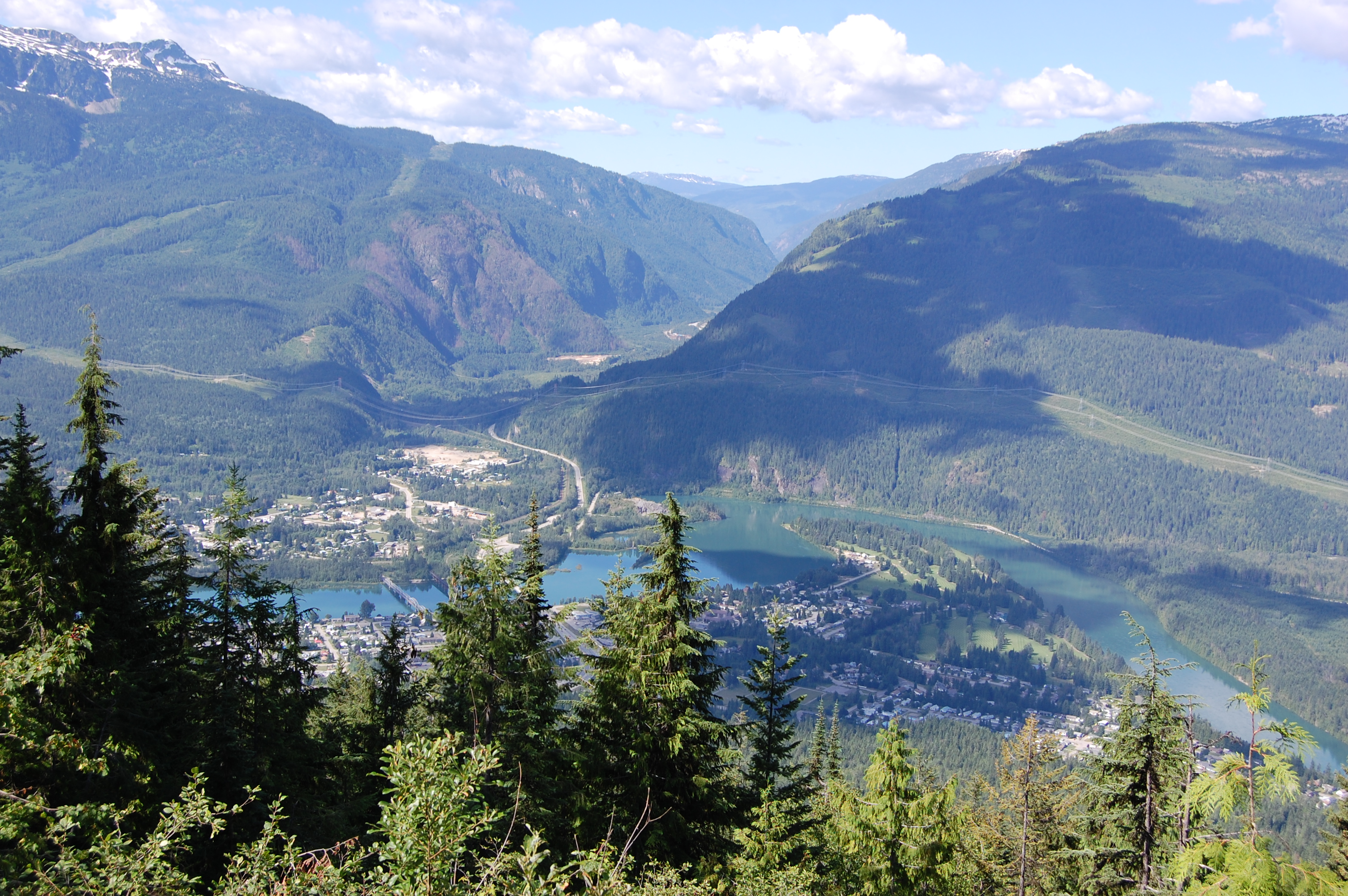
Вид на Ревелсток из национального парка Маунт-Ревелстоук

Экономика Ревелстока традиционно была связана с Канадской тихоокеанской железной дорогой (CPR) и до сих пор поддерживает прочную связь с этой отраслью. Однако за последние десятилетия выросли лесное хозяйство, строительство, туризм и розничная торговля. Железнодорожный музей Ревелстока является признанием постоянной связи города с Канадской тихоокеанской железной дорогой и продолжает оставаться важной туристической достопримечательностью.
Ревелстоук также является местом расположения плотины Ревелстоук, которая была построена на реке Колумбия и завершена в 1984 году.
Город обслуживается аэропортом Ревелстоук.
Небольшой горнолыжный курорт с одним коротким подъемником работает на горе Маккензи с 1960-х годов, а на больших высотах предлагалось катание на ратраках. Повышенный спрос подтолкнул к освоению всей горы для создания единого курорта, строительство которого началось в начале 2000-х годов.